# Nadagara serpentina
Nadagara serpentina är en fjärilsart som beskrevs av Holloway 1979. Nadagara serpentina ingår i släktet Nadagara och familjen mätare. Inga underarter finns listade i Catalogue of Life.